# Rebel Heart
Rebel Heart (англ. Бунтівне серце) — тринадцятий студійний альбом американської співачки Мадонни. Після шквалу несподіваних зливів вмісту альбому, в тому числі тринадцяти демо-треків в грудні 2014 року, співачка анонсувала реліз альбому 20 грудня 2014 та подарувала перші шість його треків, тим хто зробив передзамовлення: «Дякую, що не стали слухати! Дякую за ваше терпіння! Дякую за те, що чекаєте, а якщо ви прослухали — знайте, що це старі демо, які вкрали давно і вони не були готові для подання світу. Я сподівалася випустити мій новий сингл «Living for Love» на День святого Валентина, а весь альбом — навесні. Але я б воліла, щоб мої фанати почули закінчені версії деяких нових пісень замість неповних треків, які з'явилися в мережі». [джерело не вказане 3667 днів]Реліз альбому заплановано на 9 березня 2015 року.

## Передісторія
Після виходу її дванадцятого студійного альбому, MDNA (2012), Мадонна відправилася у світовий тур MDNA Tour промотуючи його. Вона відвідала Америку, Європу, Близький Схід і ряд нових місць, розглядаючи багато спірних тем, таких як насильство, вогнепальна збря, права людини, наготи і політики. До них належать позбавлення волі Юлії Тимошенко в Україні і Pussy Riot в Росії, порушення прав сексуальних меншин, президентські вибори в Сполучених Штатах і замах на Малала Юсафзай. У вересні 2013 року, вона випустила Secret Project Revolution, спільний короткометражний фільм режисера Стівена Кляйна та Мадонни, про свободу та людські права. Фільм також запустив глобальну ініціативу під назвою Мистецтвом до свободи (Art For Freedom) щодо забезпечення свободи вираження думок.
Менеджер Мадонни Guy Oseary, зазначив, що співачка була «готова почати працювати» над своїм наступним альбомом. У лютому 2014 року, Мадонна підтвердила, що вона вже почала працювати над її тринадцятим студійним альбомом, сказавши, що вона «прямо зараз в процесі розмови з різними спів-авторами та продюсерами говоримо про те, куди я хочу піти з моєю музикою». Але вона утрималася від розголошення імен, заявивши, що це було «цілком таємно». Мадонна підтвердила L'Uomo Vogue у травні 2014, що альбом буде пов'язаний з Мистецтвом до свободи, сказавши, що вона «була» натхненна ініціативою, оскільки «На даний момент, немає шляху назад. Це моя роль у світі, моя робота як митця. У мене є голос, і я повинна використовувати його». Проте, працюючи з багатьма спів-авторами, виникає основна проблема для Мадонни — зберегти єдність звука та ідей Rebel Heart. Вона зазначила, що багато молодих авторів, з якими вона працювала не були з нею в одному місті в той час, в результаті чого Мадонна не закінчила деякі зі своїх пісень. Хоча у неї був цілий ряд ідей, він був «хаотичним» через її розклад. «Таким чином, я була просто людиною, що стоїть там з буфером обміну в світлі фар. Трохи нагадує шкільних вчителів», зізналася вона.

## Створення та запис
У березні 2014 року, Мадонна почала розміщення кількох зображень у соціальній мережі та Instagram, де вона натякнула на можливі гучні імена спів-авторів та продюсерів для альбому з численними хештегами. Спочатку вона опублікувала пост про співпрацю у студії зі шведським DJ і продюсером Avicii, потім інше зображення з ним через кілька днів, з підписом «Кінець довгого тижня з лідером вікінгів AKA DJ Діва AKA Avicii! Так багато чудових пісень! #icantwait #revolution». Шведський продюсер Карл Фальк говорив в інтерв'ю газеті Dagens Nyheter в квітні 2014 про роботу з Мадонною і Avicii. Він нагадав, що одинадцять демо були записані протягом тижня в Henson Recording Studios в Голлівуді з акустичними гітарами та фортепіано. Всього шість співробітників були відібрані менеджером Avicii Arash «Ash» Pour Nouri, який був пов'язаний з сесіями. Вони були розділені на дві групи, перша з яких складалась з Falk, Rami Yacoub та Savan Kotecha Kotecha та другої групи, Salem Al Fakir, Vincent Pontare та Magnus Lidehäll. Avicii працював з обома групами у створенні демо-пісень. Мадонна прибула до студії у другій половині дня і залишалася до тих пір, по мірі необхідності, іноді до 7 ранку. Вона тісно співпрацює з обома командами під час запису, змін мелодій та керувала процесом. За словами Фалька, "Мадонна точно знала, що вона хотіла. Якщо б вона не була відкрита для всього нового, ми б не змогли писати такі мелодії і пісні … Це була дуже плідна співпраця «.
Через кілька днів Мадонна розмістила фото закату зі словами «Rebel Heart» на ньому, яке ЗМІ інтерпретували як слова нової пісні. «Day turns into night. I won't give up the fight. Don't want to get to the end of my days… saying I wasn't amazed.» У квітні 2014 року, вона опублікувала фото зі співачкою  Natalia Kills перед мікрофоном. Фото також опублікував Martin Kierszenbaum, засновник і голова Cherrytree Records і топ-менеджер A&R for Interscope Records, лейбла Мадонни. До середини квітня 2014 року, вона також назвала імена авторів пісень  Toby Gad та Mozella рекорд продюсера Symbolyc One опублікувавши  у Instagram фото, як вони працюють в студії над створенням нового матеріалу. Список авторів розширився, включаючи продюсером Ariel Rechtshaid та звукорежисером Nick Rowe. В інтерв'ю з Sirius XM Radio, Kierszenbaum описав процес запису як:
„Ми повинні були бути з нею в студії пару днів. Вона люб'язно запросила нас залишитися трохи довше. Ми не знаємо, що буде в кінцевому варіанті на альбомі, але це було дещо… Для мене як для фаната, яким я є досить довго було так цікаво почути її вокал в кімнаті поруч зі мною. Вона виконувала пісні так само, як і всі ті записи, які ми всі любимо. З нею так приємно працювати, тому що вона в гармонії з тим, хто вона є і що вона хоче заспівати. Я не знаю, але це дійсно велика співпраця, тому що Natalia Kills великий автор“.
У травні 2014 року, Мадонна опублікувала селфі, де вона говорила про роботу з DJ Diplo, а потім фото її роботи за своїм ноутбуком з ним. Мадонна запросила Diplo на щорічній вечірці Oscar, і він не міг відмовитися. Він почав листуватися з нею про музику і висилав деякі мелодії. Мадонна відповіла з текстом на 20-ти сторінках, що містили її коментарі. Після цього вони почали роботу над альбомом. В інтерв'ю з Idolator, Diplo пояснив, що Мадонна попросила його, обробити її „божевільний запис“ для альбому. Разом вони написали і записали сім пісень і Diplo додав, що „Ці записи звучать божевільно захопливо. Ми дійсно зробили неймовірні речі…Я люблю, коли виконавець дозволяє креативити та співпрацювати. Мадонна була дуже відкритою для моїх ідей з першого дня.“ Мадонна розповіла що вони наче „споріднені душі“, граючи друг другу різну музику, яку вони люблять, вони впізнавали свої спільні смаки. Одна пісня була написана у той час, коли вони просто пили у студії і Мадонна раптом заспівала, Diplo описав її як „супер дивну“. Ще один трек (як стало відомо пізніше „Living for Love“) мав майже 20 версій, від балади до електронно-танцювальної композиції, в кінцевому рахунку, Мадонна і Diplo вирішили зупинитися на середньому темпі. Британський співак MNEK також приєднався для написання сесій з ними, займаючись удосконаленням лірики. Diplo також підтвердив ще один трек, відомий як „Bitch I'm Madonna“. Alicia Keys і Ryan Tedder підтвердили роботу над альбомом, заявивши, що вони працювали над піснею „Living for Love“. 

## Назва та тематика
Caryn Ganz з Rolling Stone  „… альбом присвячений двом темам: слухати своє серце і бути бунтарем“. За словами Мадонни, ця тематика не була основною, але з'явилися під час сесій з Avicii. Один з музикантів в цих сесіях досліджував оптимістичний підхід до написання пісень, в той час як інша команда вибрала темні акорди. Мадонна досліджує обидві теми органічно, відчуваючи потребу висловити це. Таким чином, альбом отримав назву Rebel Heart, оскільки в ньому розглядаються дві різні грані співачки, її бунтарство з однієї сторони, та її романтичність. Мадонна хотіла записати подвійний альбом, розкриваючий кожну з її сторін. Вона пояснила, що в процесі вона досить вільно виражала свої ідеї перед людьми, порівнюючи це з „писанням свого особистого щоденника перед кимось і читання це вголос … Це було майже як спортивні вправи, ви знаєте, просто дозволити потоку ідей приходити, навіть якщо я не відчуваю зв'язку з людьми“. Подальші натхнення для альбому Мадонна брала з інших культур та їх мистецтва, літератури і музики. Вона вважає, що пісні повинні залишитися в першому варіанті, зазнаючи мінімалістичного втручання у виробництві, так щоб можна було співати їх тільки з гітарою. Мадонна також звернулися за допомогою до своєї дочки, Лурдес і сином Рокко, називаючи їх  A&R. Так як вони часто бувають у нічних клубах, вони в змозі привнести щось нове у створенні її майбутнього альбому.
За словами Bradley Stern з MuuMuse, Rebel Heart відрізняється від релізів Мадонни за останнє десятиліття, назвавши його „еклектичний запис“ злиття масивів музичних жанрів, від 90-х років house, trap, reggae до використання акустичних гітар. Stern відчув, що на відміну від погоні за сучасними музичними тенденціями, як у Hard Candy і MDNA — альбом прогресивний у звучанні. Mitchell Sunderland з Vice додав, що відчуває, що Rebel Heart є „вивченим уроком“ критики, який Мадонна отримала за останні два альбоми. Jed Gottlieb з Boston Herald відзначив що альбом є продовженням „цікавого та інноваційного підходу“ Мадонни, поєднуючи сучасні музичні стилі зі її власним баченням та смаком. Rebel Heart кращий у порівнянні з танцювальними мелодіями в MDNA. За словами Jon Pareles з The New York Times, Rebel Heart це сіквел MDNA за звучанням, але вдосконалений холодним механізованим вокалом, набором стандартних кліше у піснях, в той час коли попередній був у змозі зобразити музичні здібності Мадонни „міркування над гріхом вкупі з романтикою та відомістю“. Jay Lustig з The Record, вважає що Мадонні завжди не вистачало тематичної узгодженості з її попередніми починаннями. Тим не менш, з Rebel Heart вона зможе створити потенційно успішний продукт, незважаючи на різні стилі треків, тим самим зберігаючи послідовність у записі.

## Музика та музичні інтерпретації
Перший трек альбому і сингл, «Living for Love», у експериментальному house-звучанні починається з гри «живого» фортепіано, яка в кінцевому підсумку з'єдналася з перкусією. Мадонна назвала його піснею-розтаванням, але на відміну від сумної теми таких треків, «Living for Love» розповідає про майбутню перемогу та тріумф після розриву. Згідно з Дін Пайпер з The Daily Telegraph, пісня поєднує в собі «деякі класичні риси співачки: релігійні посилання, церковний хор, звучання 90-х років фортепіано та басів», і був у порівнянні з її синглами «Like A Prayer» (1989) та »Express Yourself", Jason Lipshutz з Billboard. На відміну від двох попередніх синглів Мадонни «4 Minutes» (2008) та «Give Me All Your Luvin» (2012), «Living for Love» робить акцент на ліриці та її голосі. Енні, член London Community Gospel Choir, узяла участь у запису бек-вокалу, а MNEK заспівав на альтернативні версії треку, який буде випущений як ремікси. Другий трек, «Devil Pray» був натхненний тим, деякі вживають наркотики для досягнення більш високого рівня свідомості і підключення до Бога. У тексті співачка просить порятунку від різних зловживань наркотиками, згадуючи Святу Марію та Люцифера. Над треком працювали Мадонна, Falk, Avicii, DJ Dahi і Blood Diamonds. «Devil Pray» починається з ніжних гітарних звуків, які переходять в електропоп, в супроводі з house beat. Є тонкі повідомлення у пісні, кажучи про єдність та релігійну свідомість. Ця тема продовжується і в наступного треку «Ghosttown», який говорив про кінець цивілізації, Армагеддон, але люди бачать надію серед руйнування. «Burnt out city, the crumbling buildings, the smoke that's still lingering after the fire… There's only a few people left. How do we pick up the pieces and go on from here?»[22][11] Автори Jason Evigan, Evan Bogart and Sean Douglas, це потужна балада, в якій Мадонна використовує «ніжний» вокал, нагадуючи сингл «Live To Tell» (1986). [41] За словами Sean Douglas, «Ghosttown» була написана протягом трьох днів, після Мадонна особисто попросила студійного часу з ним та для роботи над іншими композиціями.
Четвертий трек, «Unapologetic Bitch», має поєднання реггі, dancehall та dubstep впливу, в якій Мадонна розкриває негативне відношення до розриву з її коханцем, «It might sound like I'm an Unapologetic Bitch but sometimes you have to call it like it is.»[36][41][43] Мадонна пояснила, що треба відноситися з гумором до всього незалежно від ситуації. [22] П'ятий трек, «Illuminati», був написаний в березні-квітні 2014 року, після того, як Мадонна стало відомо, що люди посилалися на неї, розповідаючи про її причетність до однойменної громади. Вона провела дослідження на тему «реальних ілюмінатів» і написала пісню, пояснюючи даремність порівнянь. [22] [28] У текстах це відноситься до теорії змови ілюмінатів, а також чорної магії, чаклунства, єгипетських пірамід, Фенікса, віку Просвіти та Ока Провидіння, сопроводжуючи це все з хоровим співом, «It's like everybody in this party is shining like Illuminati». [37] Віна також посилається на ряд знаменитостей, політиків і релігійних лідерів. [39] [44]  «Illuminati» була однією з пісень, обраних Kanye West для промотування «Rebel Heart». За словами Мадонни,  Kanye West обожнює мелодію і «додав свій спін на нього, музично, мені це подобається. Він підкріпив слова пісні з музикою. Це як сирена, попереджаючи людей». [22] Minaj з'являється на шостому треку, «Bitch I'm Madonna», де вона читає реп, запитуючи всіх «go hard or go home», в той час як Мадонна кричить в пісні, «I just want to have fun tonight, I wanna blow up this house tonight». Продюсери Diplo і Софі, трек має відривне звучання поєднуючи «bleepy electro» та «churning dubstep». [29] [37] [40] Ця спільна робота, де Minaj не пише пісні, справляючи «правильний настрій» на Мадонну. [22]
Трек вісім, «Joan of Arc», це балада, де співачка просить сили через метафору війни, посилаючись на римсько-католицьку святу Жанну Д'Арк. [39] Наступний трек, «Iconic», це спільна робота з  Chance the Rapper та боксером Майком Тайсоном. Останній говорив про його участь у створенні пісні, схожу на його доповнення на дебютному Canibus' debut single, «Second Round K.O.» (1998). Тайсон був запрошений в студію Мадонни, де він розповів про своє життя і записав його в один дубль, черпаючи натхнення з Беніто Муссоліні, якого він знайшов «заворожуючим». [45]

## Список композицій
Rebel Heart — Standard edition
| No                     | Назва                                               | Автори                                                                                         | Продюссери                                        | Тривалість |
| ---------------------- | --------------------------------------------------- | ---------------------------------------------------------------------------------------------- | ------------------------------------------------- | ---------- |
| 1.                     | Living For Love                                     | - Madonna - Thomas Wesley Pentz - Maureen McDonald - Toby Gad - Ariel Rechtshaid - U. Emenike  | - Madonna - Diplo                                 | 3:38       |
| 2.                     | Devil Pray                                          | - Madonna - Tim Bergling - Carl Falk - Rami Yacoub - Savan Kotecha                             | - Madonna - Avicii - Blood Diamonds - Dahi - Falk | 4:05       |
| 3.                     | Ghosttown                                           | - Madonna - Jason Evigan - Sean Douglas - Evan Bogart                                          | - Madonna - Billboard                             | 4:08       |
| 4.                     | Unapologetic Bitch                                  | - Madonna - Pentz - Rechtshaid - McDonald - Gad                                                | - Madonna - Diplo                                 | 3:50       |
| 5.                     | lluminati                                           | - Madonna - Gad - McDonald - Larry Griffin Jr. - Mike Dean                                     | - Madonna - Kanye West - Dean - Charlie Heat      | 3:43       |
| 6.                     | Bitch I'm Madonna (featuring Nicki Minaj)           | - Madonna - Pentz - Rechtshaid - McDonald - Gad                                                | - Madonna - Diplo - Sophie                        | 3:47       |
| 7.                     | Hold Tight                                          | - Madonna - Pentz - Gad - McDonald - Emenike                                                   |                                                   | 3:37       |
| 8.                     | Joan of Arc                                         | - Madonna - Gad - McDonald - Griffin Jr.                                                       |                                                   | 4:01       |
| 9.                     | Iconic (featuring Chance the Rapper and Mike Tyson) | - Madonna - Gad - McDonald - Griffin Jr. - Chancelor Bennett - Dacoury Natche - Michael Tucker |                                                   | 4:33       |
| 10.                    | HeartBreakCity                                      | - Madonna - Bergling - Tobias Jimson - Arash Pournouri - Paloma Stoecker                       |                                                   | 3:33       |
| 11.                    | Body Shop                                           | - Madonna - Gad - McDonald - Griffin Jr. - Natche - Tucker                                     |                                                   | 3:39       |
| 12                     | Holy Water                                          | - Madonna - Martin Kierszenbaum - Natalia Cappuccini - Dean                                    |                                                   | 4:09       |
| 13.                    | Inside Out                                          | - Madonna - Evigan - Dean                                                                      |                                                   | 4:23       |
| 14.                    | Wash All Over Me                                    | - Madonna - Bergling - Dean - Pournouri - Magnus Lidehäll                                      |                                                   | 4:00       |
| Загальний час звучання | Загальний час звучання                              | Загальний час звучання                                                                         | Загальний час звучання                            | 55:06      |

Rebel Heart — Deluxe edition
| No                     | Назва                          | Автори                                          | Продюсери              | Тривалість |
| ---------------------- | ------------------------------ | ----------------------------------------------- | ---------------------- | ---------- |
| 15.                    | Best Night                     | - Madonna - Pentz - Rechtshaid - McDonald - Gad |                        | 3:33       |
| 16.                    | Veni Vidi Vici (featuring Nas) | - Madonna - Pentz - Rechtshaid - McDonald - Gad |                        | 4:39       |
| 17.                    | S.E.X.                         | - Madonna - Gad - McDonald - Griffin Jr. - Dean |                        | 4:11       |
| 18.                    | Messiah                        | - Madonna - Bergling - Pournouri - Lidehäll     |                        | 3:22       |
| 19.                    | Rebel Heart                    | - Madonna - Bergling - Pournouri - Lidehäll     |                        | 3:21       |
| Загальний час звучання | Загальний час звучання         | Загальний час звучання                          | Загальний час звучання | 74:15      |

Performing personnel
- Мадонна — вокал
- Annie from London Community Gospel Choir — female backing vocals (track 1)
- Nicki Minaj — vocals (track 6)
- Alicia Keys — piano (track 1)

Technical personnel
- Madonna — production (tracks 1-6)
- Avicii — production (track 2)
- Billboard — production (track 3)
- Blood Diamonds — production (track 2)
- Mike Dean — production (track 5)
- Dahi — production (track 2)
- Diplo — production (tracks 1, 4, 6)
- Carl Falk — production (track 2)
- Charlie Heat — production (track 5)
- Kanye West — production (track 5)

## Реліз
| Країна          | Дата              | Тип носія                                        | Лейбл                                          | Ref.      |
| --------------- | ----------------- | ------------------------------------------------ | ---------------------------------------------- | --------- |
| Велика Британія | Грудень 20, 2014  | Digital download (iTunes pre-order + tracks 2-6) | - Interscope - Boy Toy - Live Nation Worldwide | [55]      |
| Австралія       | Грудень 20, 2014  | Digital download (iTunes pre-order + tracks 1-6) | - Interscope - Boy Toy - Live Nation Worldwide | [78]      |
| Греція          | Грудень 20, 2014  | Digital download (iTunes pre-order + tracks 1-6) | - Interscope - Boy Toy - Live Nation Worldwide | [79]      |
| Нова Зеландія   | Грудень 20, 2014  | Digital download (iTunes pre-order + tracks 1-6) | - Interscope - Boy Toy - Live Nation Worldwide | [80]      |
| Південна Африка | Грудень 20, 2014  | Digital download (iTunes pre-order + tracks 1-6) | - Interscope - Boy Toy - Live Nation Worldwide | [81]      |
| Колумбія        | Грудень 20, 2014  | Digital download (iTunes pre-order + tracks 1-6) | - Interscope - Boy Toy - Live Nation Worldwide | [82]      |
| Україна         | Грудень 20, 2014  | Digital download (iTunes pre-order + tracks 1-6) | - Interscope - Boy Toy - Live Nation Worldwide | [83]      |
| Туреччина       | Грудень 20, 2014  | Digital download (iTunes pre-order + tracks 1-6) | - Interscope - Boy Toy - Live Nation Worldwide | [84]      |
| США             | Грудень 20, 2014  | Digital download (iTunes pre-order + tracks 1-6) | - Interscope - Boy Toy - Live Nation Worldwide | [77]      |
| Швеція          | Березень 9, 2015  | CD (Standard and Deluxe)                         | - Interscope - Boy Toy - Live Nation Worldwide | [85]      |
| Велика Британія | Березень 9, 2015  | CD (Standard and Deluxe)                         | - Interscope - Boy Toy - Live Nation Worldwide | [86]      |
| Світ            | Березень 10, 2015 | - CD - digital download                          | - Interscope - Boy Toy - Live Nation Worldwide | [77] [87] |
| США             | Березень 10, 2015 | - Vinyl                                          | - Interscope - Boy Toy - Live Nation Worldwide | [88]      |
| Японія          | Березень 10, 2015 | CD                                               | - Interscope - Boy Toy - Live Nation Worldwide | [89] [90] |